# Stypułki-Szymany
Stypułki-Szymany – wieś w Polsce położona w województwie podlaskim, w powiecie wysokomazowieckim, w gminie Kobylin-Borzymy.
Zaścianek szlachecki Szymany należący do okolicy zaściankowej Stypułki położony był w drugiej połowie XVII wieku w powiecie tykocińskim ziemi bielskiej województwa podlaskiego. W latach 1975–1998 miejscowość administracyjnie należała do województwa łomżyńskiego.
Wierni kościoła rzymskokatolickiego należą do parafii Matki Boskiej Szkaplerznej w Starych Wnorach.

## Historia
Miejscowość wzmiankowana w aktach sądowych ziemi bielskiej w roku 1524 i 1527.
W 1827 r. wieś liczyła 26 domów i 155 mieszkańców. Pod koniec XIX w. wieś drobnoszlachecka, gmina Piszczaty, parafia Kobylin.
W roku 1921 w Szymanach były 43 budynki z przeznaczeniem mieszkalnym oraz 208 mieszkańców (109 mężczyzn i 99 kobiet). Wszyscy podali narodowość polską.